# Casablanška stolnica
Casablanška stolnica (arabsko كاتدرائية الدار البيضاء, francosko Cathédrale de Casablanca) ali cerkev Srca Jezusovega (arabsko كنيسة القلب المقدس, francosko Église du Sacré-Cœur), je cerkev v Casablanci, Maroko.

## Zgodovina in oblikovanje
Stolnica je bila zgrajena leta 1930 po načrtih francoskega arhitekta Paula Tournona, ki je pred tem zasnoval številne cerkve v Franciji. Služila je kot kraj čaščenja za kristjane, ki so živeli v Maroku med francoskim protektoratom, potem ko je skupnost ustanovil maršal Hubert Lyautey iz Maroka. Po osamosvojitvi Maroka leta 1956 je stolnica izgubila versko funkcijo in je bila spremenjena v šolski in kulturni center. Danes se uporablja predvsem kot razstavišče.
Zgrajena je v neogotskem slogu, ki vključuje elemente art décoja, pa tudi maroško arhitekturo in eksperimentalno uporabo montažnega betona. Stolpa spominjata na mošejske minarete, manjša okna na vrhu pa so prav tako značilna za islamsko arhitekturo. Dvig na stolpa nudi tudi impresiven pogled na izjemne nosilne stebre.

## Opis
Ker Casablanca ni sedež škofije, so Sacré-Cœur napačno pogosto imenovali »stolnica« zaradi njenega monumentalnega videza.
cerkev Srca Jezusovega je bila zgrajena leta 1930, da bi služila kot glavni kraj bogoslužja za katoliško skupnost, ki je takrat štela skoraj 40.000 vernikov2. Njena arhitektura, ki se zgleduje po estetiki evropskih gotskih stolnic, daje tej stavbi v slogu art déco posebno monumentalnost.
Katoliško svetišče je zgrajeno po bazilikalnem tlorisu s petimi ladjami. Košarasto obokana ladja tvori niz enajstih trakov, ki se dvigajo v dveh nivojih: spodnji del sestavljajo velike, nesorazmerno visoke polkrožne arkade, zgornji del pa prebadajo nizi ozkih trakov. Zmanjšana višina obokov stranskih ladij poudarja vtis monumentalnosti stavbe.
Ladja je razširjena s slepo štirikrako apsido. Velika pravokotna okna prepuščajo dnevni svetlobi skozi modernistične vitraže v odtenkih od svetlo rdeče do indigo modre.
Zunanjost stavbe še bolj spominja na velike evropske stolnice: betonski oporniki s pretežno dekorativno funkcijo poudarjajo ladjo, medtem ko fasado omejujejo dva pravokotna stolpa.
Določena strogost je značilna za fasado, sestavljeno iz trojnega portala, slepih arkad in niza polkrožnih obokov, katerih zapletena mreža trakov se zgleduje po orientalskih mašrabijah.

## Prenova in ponovno odprtje leta 2023
Notranjost cerkve je bila zaradi vsesplošne zanemarjenosti v slabem stanju, a je bila kljub temu občasno odprta za javnost. Potem je bila možnost vzpona na dva stolpa, od koder je dober razgled na mesto. Novembra 2023 so se obsežna, večletna obnovitvena dela končala na veliki otvoritveni slovesnosti, ki sta se je med drugim udeležila minister za mladino, kulturo in komunikacije Mehdi Bensaid ter Nabila Rmili, županja mesta Casablanca.